# Bernardus Alfrink
Bernardus Johannes Alfrink (Nijkerk, 5 juli 1900 – Nieuwegein, 17 december 1987) was een Nederlands aartsbisschop, kardinaal en metropoliet. Alfrink was aartsbisschop van Utrecht van 1955 tot zijn emeritaat in 1976, een periode waarin zich binnen de Rooms-Katholieke Kerk in Nederland en daarbuiten grote veranderingen voltrokken. In het licht hiervan was Alfrink een overgangsfiguur, die zijn ambt aanvaardde in een tijd dat het kerkvolk nog hoog opkeek tegen zijn bisschoppen en het neerlegde toen het bisschoppelijk gezag voor niemand meer vanzelfsprekend was. Gedurende het Tweede Vaticaans Concilie, dat tijdens zijn episcopaat plaatsvond, was Alfrink als lid van het presidium een gezaghebbend concilievader die zich sterk maakte voor de bisschoppelijke collegialiteit. Na het concilie leidde hij in het zuid Hollandse Noordwijkerhout het zogenaamde Pastoraal Concilie dat grote spanningen tussen Nederland en Rome tot gevolg had. Het vond plaats in het grootseminarie Leeuwenhorst. 
In de Nederlandse kerkprovincie waren de verhoudingen intussen gepolariseerd: aan de ene kant stonden de progressieve en aan de andere kant de meer gematigde katholieken. Voor de eerste groep was Alfrink degene die uitzicht had geboden op allerlei moderniseringen in de Kerk. De tweede groep verweet Alfrink dat hij de crisis in de kerkprovincie niet naar behoren had aangepakt en de eenheid met Rome op het spel had gezet.
Alfrink was een kerkbestuurder van grote intellectuele allure, maar de groeiende tegenstellingen binnen de Kerk van Nederland gingen zijn macht te boven. Hij slaagde er niet in de uitersten te verzoenen. Hij was de vijfde in de lijst van kardinalen in Nederland, die begint met de enige Nederlandse paus Adrianus VI en diens kardinaal Willem van Enckevoirt, en na Willem Marinus van Rossum en Johannes de Jong, de derde kardinaal sinds het herstel van de bisschoppelijke hiërarchie in 1853.

## Jeugd en opleiding
Bernardus was de jongste zoon in het gezin van timmerman-aannemer Theodorus Johannes Alfrink en diens vrouw Elisabeth Catharina Ossenvoort. Zijn moeder overleed in 1901 bij de geboorte van zijn tweelingzusjes, die beiden overigens ook al na enkele maanden stierven. Bernardus werd de drie eerstvolgende jaren verzorgd door een kinderloze tante uit het naburige Barneveld. Pas op zijn vijfde keerde hij terug in het huis van zijn vader, die op 2 september 1903 hertrouwd was met Anthonia Gerarda Gerver.
Na de lagere school ging Alfrink naar het kleinseminarie in Culemborg. In 1919 vervolgens naar het grootseminarie Rijsenburg. Hij werd op 15 augustus 1924 priester gewijd door aartsbisschop Henricus van de Wetering. Na zijn priesterwijding wilde Alfrink graag verder studeren. Hij had zijn zinnen op Rome gezet. In 1923 was echter de Katholieke Universiteit Nijmegen opgericht. Daarom leek het Van de Wetering beter wanneer Alfrink zijn studies aldaar zou voortzetten. Paus Pius XI gaf op 27 april 1924 het motu proprio Bibliorum Scientiam uit. Hierin deed hij de oproep aan bisschoppen overal ter wereld om jonge priesterstudenten te selecteren met het doel hen in Rome aan het Pauselijk Bijbelinstituut te laten studeren. Aldus werd besloten dat Alfrink toch naar Rome kon afreizen.

## Student te Rome

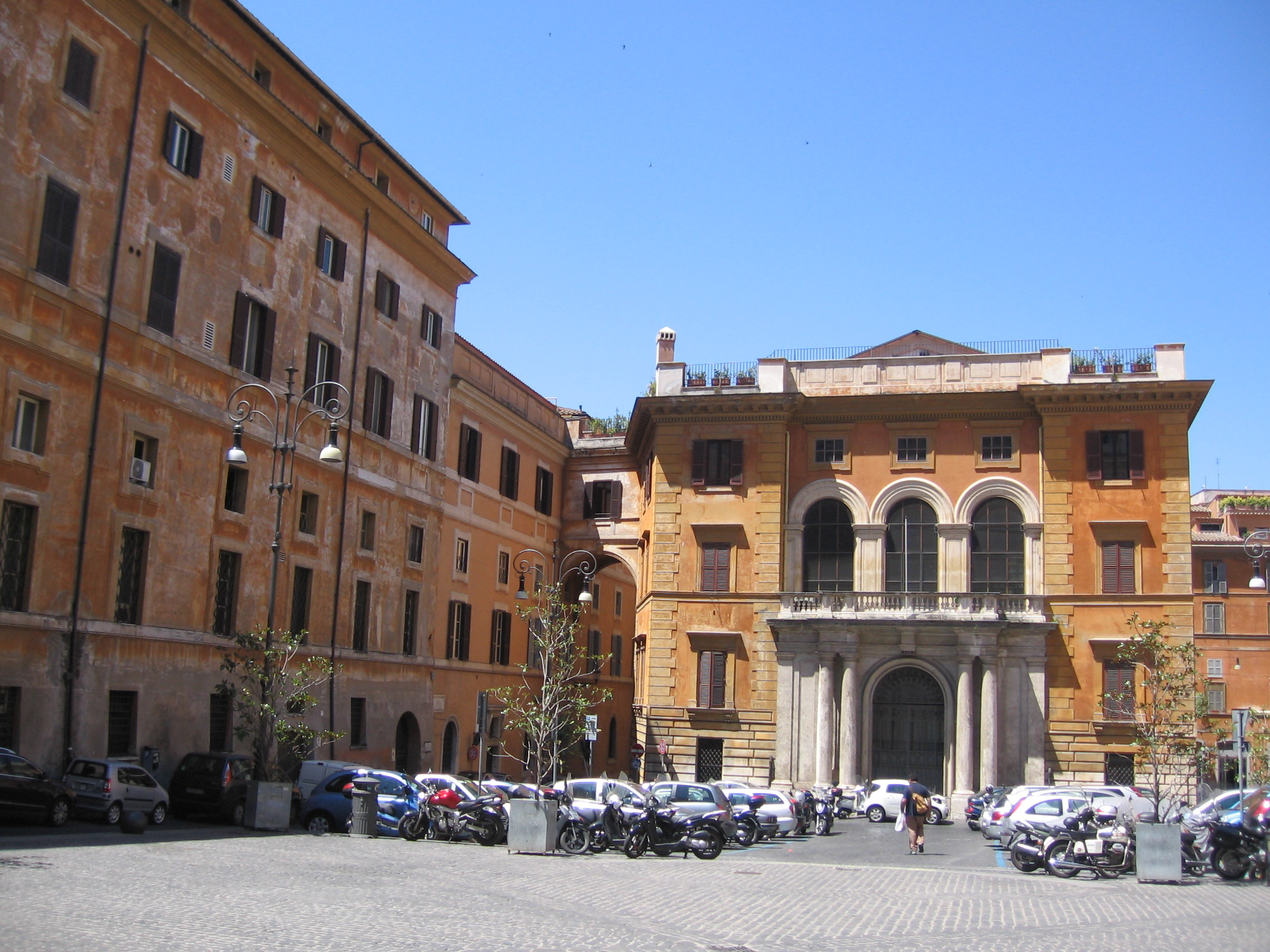
Het Pauselijk Bijbelinstituut

Alfrink studeerde bijna vijf jaar in Rome, terwijl hij verbleef in het priesterhuis van de Santa Maria dell'Anima.Het eerste jaar was hij hier convictor, dat wil zeggen: betalende gast. Daarna verdiende hij zijn kost en inwoning door als kapelaan zo nu en dan de mis te lezen, incidenteel een preek te houden en de biecht af te nemen. 
Alfrink en de enige andere Nederlandse student in de Anima (een zekere Kersemakers uit Den Bosch) werden de Batavi genoemd. Ook door zijn opleiding tot Bijbelkenner voelde hij zich een beetje een vreemde eend in de bijt. Het merendeel van zijn collega-studenten was canonicus: zij bestudeerden het kerkrecht. Alfrinks eerste studiejaren te Rome werden getekend door het volgen van colleges en het afleggen van tentamina. 
Alfrink had vrijwel dagelijks colleges op het Bijbelinstituut, dat in 1909 was opgericht door paus Pius X. Die oprichting had een tweeledige bedoeling: het bevorderen van de katholieke exegese van de Bijbel en het opleiden van toekomstige seminarieprofessoren ad optima principia catholicae interpretationis, naar de beste beginselen van de katholieke interpretatie. Het Instituut was daardoor vooral een lerarenopleiding. 
Alfrinks meest geliefde docenten waren Alberto Vaccari en de latere kardinaal Augustin Bea. Vaccari doceerde de geschiedenis van de Bijbelexegese en van de tekstoverlevering. Bea was vooral een filoloog, die vlekkeloos Latijn sprak. In zijn colleges behandelde hij de modernste inzichten op het gebied van de tekstkritiek, ook van niet-katholieke wetenschappers.
Het Bijbelinstituut bezat het ius promovendi niet. Studenten die wilden promoveren konden daartoe terecht bij de Pauselijke Bijbelcommissie, een instelling die door paus Leo XIII in het leven was geroepen. Vanaf het studiejaar 1927–'28 kon Alfrink zich gaan toeleggen op het schrijven van zijn dissertatie, die zou handelen over de Babylonische en Israëlitische voorstellingen van het leven na de dood. Dit thema was niet zonder risico's, want het vergde vrijwel per definitie historisch-kritische studie, iets waar de katholieke Bijbelexegese niet zo dol op was.
In 1928 kreeg Alfrink de gelegenheid om een aantal maanden in Jeruzalem door te brengen, in het succursaalhuis van het Pauselijk Bijbelinstituut aldaar. Dit gaf hem tevens de gelegenheid om de heilige plaatsen te bezoeken en om zijn dissertatieonderzoek als het ware dicht bij de bron af te ronden. In de vroege zomer van 1929 kon Alfrink zijn proefschrift – Israelitische und Babylonische Jenseitsvorstellungen – aanbieden aan de Pauselijke Bijbelcommissie die het ius promovendi voor het Bijbelinstituut waarnam. De commissie keurde de dissertatie af omdat deze op enkele punten strijdig zou zijn met de katholieke leer. Volgens haar wekte de promovendus de indruk dat in het Oude Testament de ziel en het voortbestaan van de ziel na de dood werden ontkend, wat indruiste tegen de leer dat het lichaam sterfelijk is en de ziel onsterfelijk. In Nederland werkte hij aan een nieuwe versie, waarop hij op 5 juni 1930 promoveerde.

## Kapelaan en hoogleraar

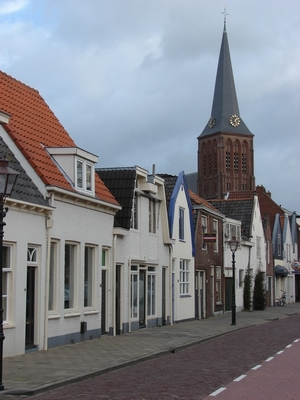
De Heilig Hart- of Hartekerk in Maarssen, waar Alfrink kapelaan was

In 1930 werd Alfrink door aartsbisschop Joannes Jansen benoemd tot kapelaan aan de parochie van de Heilig Hartkerk te Maarssen, met een tweeledig doel. Enerzijds wilde Jansen de jonge doctor er – voor zover dat nog nodig was – van doordringen dat gehoorzaamheid aan de bisschop van groter waarde is dan een academische carrière. Anderzijds werd het opdoen van pastorale ervaring, ook voor iemand die voorbestemd leek te gaan doceren, gezien als een nuttige aanvulling op het curriculum. In Maarssen bekommerde Alfrink zich om het grotendeels door Alfons Ariëns geïnitieerde katholieke verenigingsleven. Zijn pastoor was Antoon Rientjes (1881–1961), een nuchtere Sallander die zelf zijn kerkelijke loopbaan begonnen was als kapelaan in Jutphaas bij G. W. van Heukelum. Alfrink en Rientjes hadden een uitstekende werkrelatie. Zij preekten om de week en hielden elke zaterdag om beurten wacht bij de biechtstoel. Alfrink hield voor de rest van diens leven contact met Rientjes, die later plebaan van de Utrechtse kathedraal en oprichter van het St. Bernulphusgilde was. Rientjes was, naar aangenomen wordt, ook Alfrinks biechtvader.
Alfrink doceerde vanaf oktober 1933 exegese aan het groot-seminarie Rijsenburg. De katholieken noemden het seminarie "Rijsenburg", hoewel het niet in Rijsenburg lag, maar op grondgebied van Driebergen stond. Toen "Rijsenburg" in de zomer van 1942 door de Duitse bezetter werd gevorderd, verhuisde het grootseminarie naar een kasteel in Laag-Keppel in de Achterhoek, waar de leefomstandigheden primitief waren. 
Van 1945 tot in 1951 was Alfrink hoogleraar exegese van het Oude Testament en in het Hebreeuws aan de Katholieke Universiteit van Nijmegen. Op 23 november 1945 aanvaardde hij zijn ambt aldaar met het uitspreken van de inaugurale rede Over "typologische" exegese van het Oude Testament. In deze rede bakende Alfrink de zijns inziens beperkte ruimte af voor een typologische uitleg van het Oude Testament, een bijzondere vorm van de allegorische uitleg, waarbij personen en gebeurtenissen uit het Oude Testament als "typen" van Christus worden beschouwd. Zijn meest in het oog springende wetenschappelijke studie was Josue uit de grondtekst vertaald en uitgelegd uit 1952. Hierin bood hij filologisch hecht onderbouwde reconstructies van het Bijbelboek Jozua, gekoppeld aan een gedegen historische analyse. Als docent was hij eerder degelijk dan inspirerend, hetgeen ook werd veroorzaakt door zijn afstandelijkheid, die hij als aartsbisschop nog verder zou cultiveren. In 1947 werd de Nijmeegse oudtestamenticus door paus Pius XII benoemd tot consultor van de Pauselijke Bijbelcommissie.

## Bisschopswijding

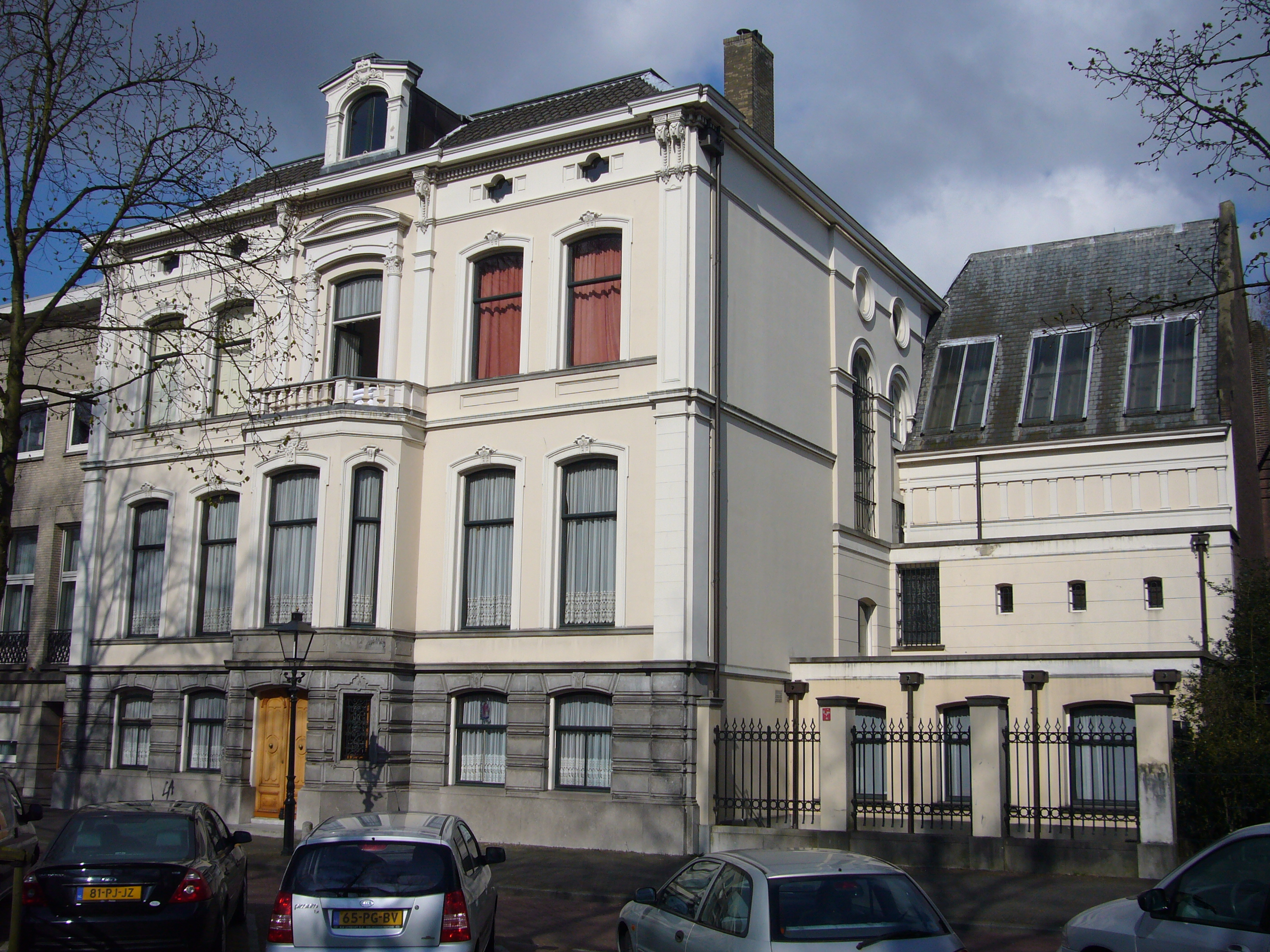
Het aartsbisschoppelijk paleis aan de Maliebaan 40 te Utrecht

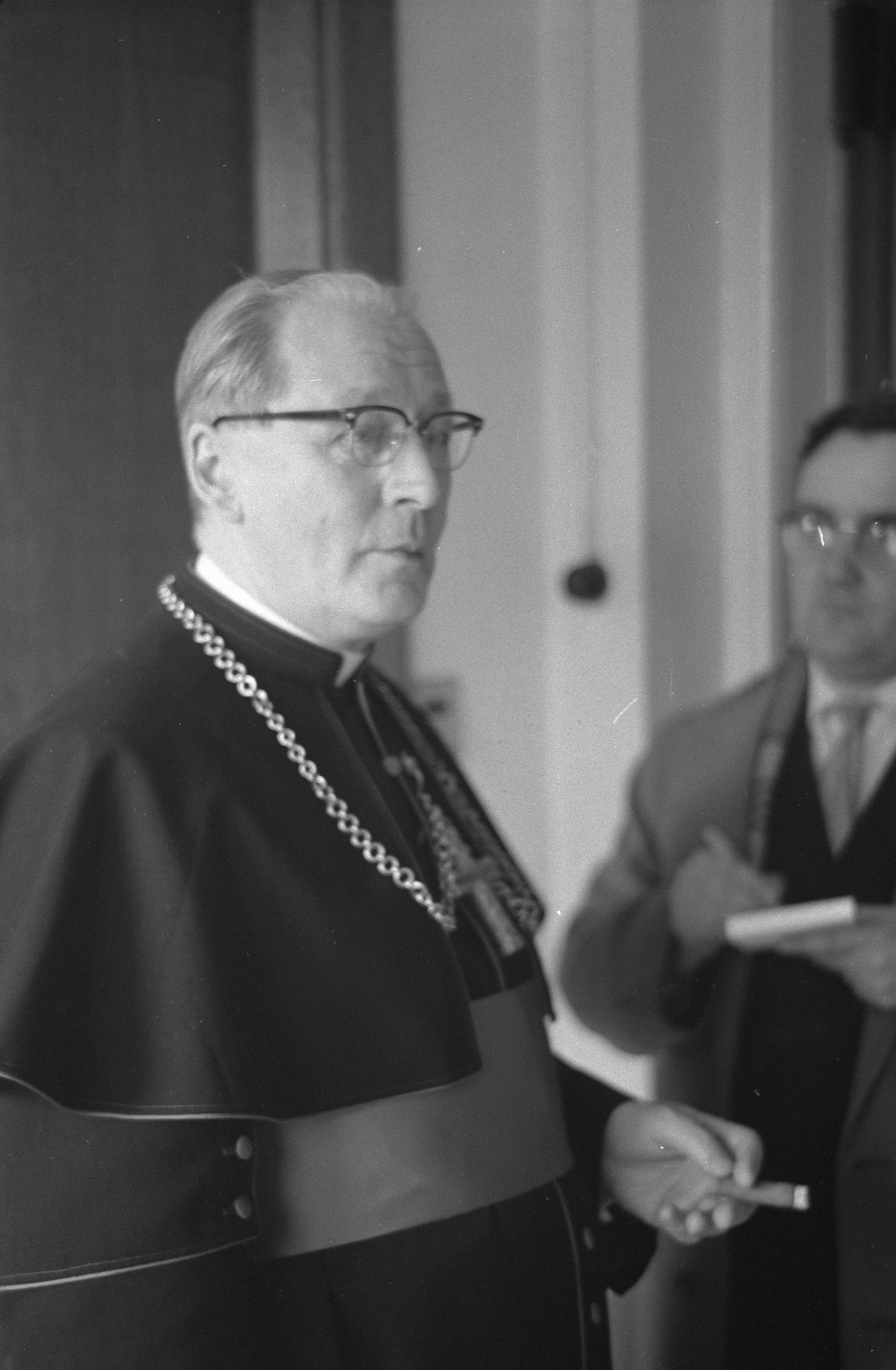
Aartsbisschop Alfrink tijdens een receptie in het aartsbisschoppelijk paleis, in maart 1960, vlak nadat hij gehoord heeft dat hij tot kardinaal gecreëerd zal worden

In 1951 werd aan de ernstig vermoeide aartsbisschop van Utrecht, kardinaal De Jong, een coadjutor toegewezen. Het metropolitaan kapittel had het recht daartoe een voordracht op te stellen. Algemeen werd aangenomen dat vicaris-generaal Jan Geerdinck als eerste op de voordracht zou worden geplaatst. Geerdinck had na de Tweede Wereldoorlog feitelijk het bestuur van het aartsbisdom waargenomen, dit echter met dusdanig straffe hand dat hij geringe populariteit onder de priesters genoot. Geerdinck eindigde als tweede op de voordracht. Op de terna verscheen Alfrinks Nijmeegse collega kerkgeschiedenis R.R. Post als derde kandidaat. Tot veler verrassing werd de – buiten zijn vakgebied en buiten zijn seminarie – onbekende Alfrink als eerste op de voordracht geplaatst.
In mei van datzelfde jaar werd hij door paus Pius XII benoemd tot titulair aartsbisschop van Tyana en aartsbisschop-coadjutor van kardinaal De Jong. Deze was niet meer in staat zelf als hoofdconsecrator op te treden en daarom werd deze taak op 17 juli van datzelfde jaar vervuld door monseigneur Paolo Giobbe (1880–1972), sinds jaar en dag de pauselijke internuntius in Den Haag. Alfrink koos als wapenspreuk Evangelizare divitias Christi (uit Efeziërs 3:8: Christus' rijkdommen verkondigen).
Wegens de slechte gezondheid van De Jong nam Alfrink vrijwel alle lopende zaken van hem over. Alfrink had zich zelfs metterwoon gevestigd in het aartsbisschoppelijk paleis, dat door De Jong, die naar Amersfoort was verhuisd, was verlaten. Alfrinks Nijmeegse huishoudster Dora Kingma volgde hem naar Utrecht en woonde – evenals zijn twee secretarissen – ook in het paleis.
De eerste grote taak was het organiseren van de manifestatie Honderd jaar Kromstaf in 1953, waarbij het jubileum van het herstel van de bisschoppelijke hiërarchie vol zelfvertrouwen, maar rekening houdend met antikatholieke sentimenten bij de protestantse bevolking, werd gevierd. Hij had een grote invloed op de formulering van het Bisschoppelijk mandement van 1954, waarin katholieken aangespoord werden zich in te zetten voor de maatschappij via katholieke sociale organisaties en het lidmaatschap van socialistische organisaties werd verboden.
In de jaren 1954–55 werden de Nederlandse seminaries gevisiteerd door de jezuïet Sebastiaan Tromp, consultor van het Heilig Officie en hoogleraar aan de Pauselijke Universiteit Gregoriana. Rome had er namelijk lucht van gekregen dat de Nijmeegse zenuwarts Anna Terruwe priesters en seminaristen met neurotische aandoeningen adviseerde toe te geven aan hun lustgevoelens, en dus aan datgene wat als zwaar zondig gold. De visitatie vond plaats in een sfeer van geheimzinnigheid en intimidatie. De visitator bezocht ook Alfrink aan de Maliebaan, waar hij zich – volgens Alfrink – gedroeg als ware hij de Heilige Vader zelf. Het resultaat van de visitatie was dat Terruwe in diskrediet werd gebracht en dat haar leermeester, professor Willem Duynstee in 1957 naar Rome werd verbannen. Alfrink koos in deze kwestie de zijde van Terruwe, die overigens in de jaren 60 zou worden gerehabiliteerd.
Als coadjutor slaagde Alfrink er niet in erg geliefd te raken bij zijn medewerkers en de priesters van het aartsbisdom. Hij sprak graag over zichzelf als Uw bisschop, maar creëerde tegelijkertijd een grote afstand tot de mensen in het aartsdiocees. Daarbij bediende hij zich vaak van enigszins cynisch commentaar dat vele toehoorders deed huiveren. Zo placht hij priesters die hij aantrof bij feestelijkheden buiten hun parochie te begroeten met Zo X [achternaam], jij ook hier?, daarmee suggererend dat de priester zich ergens bevond waar hij niet behoorde te zijn. Een priester die door Alfrink werd aangetroffen bij een kerkwijding buiten zijn dorp antwoordde eens op een dergelijke vraag: Zeker, monseigneur. Als U ermee instemt, ben ik hier geboren.

## Aartsbisschop en kardinaal

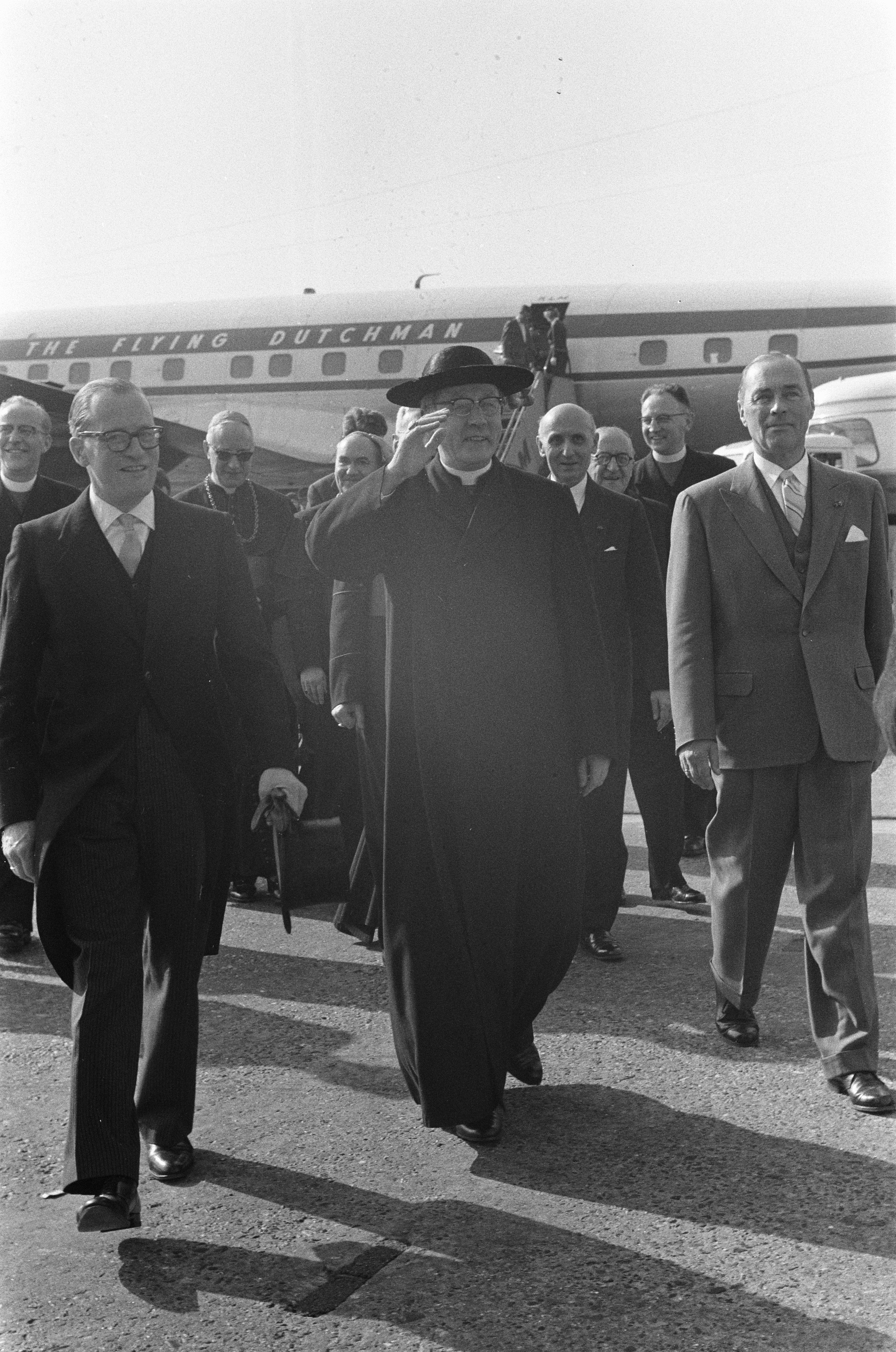
Aartsbisschop Alfrink, net geland in Rome, waar hij zijn kardinaalshoed in ontvangst zal nemen

Na het overlijden van De Jong in 1955 werd Alfrink op 3 november van dat jaar benoemd tot aartsbisschop van het aartsbisdom Utrecht en daarmee metropoliet van de Nederlandse kerkprovincie. Het eerste waar hij in zijn nieuwe hoedanigheid mee te maken kreeg was de grootschalige reorganisatie van de Nederlandse kerkprovincie. Zo werd er een nieuw bisdom Groningen gecreëerd dat de drie Noordelijke provincies omvatte en een nieuw bisdom Rotterdam dat het Zuiden van het bisdom Haarlem ging omvatten. Utrecht, dat de drie Noordelijke provincies was kwijtgeraakt, moest – zeer tot verdriet van Alfrink – ook Het Gooi afstaan aan het bisdom Haarlem.

### Kardinaal-priester van de San Gioacchino

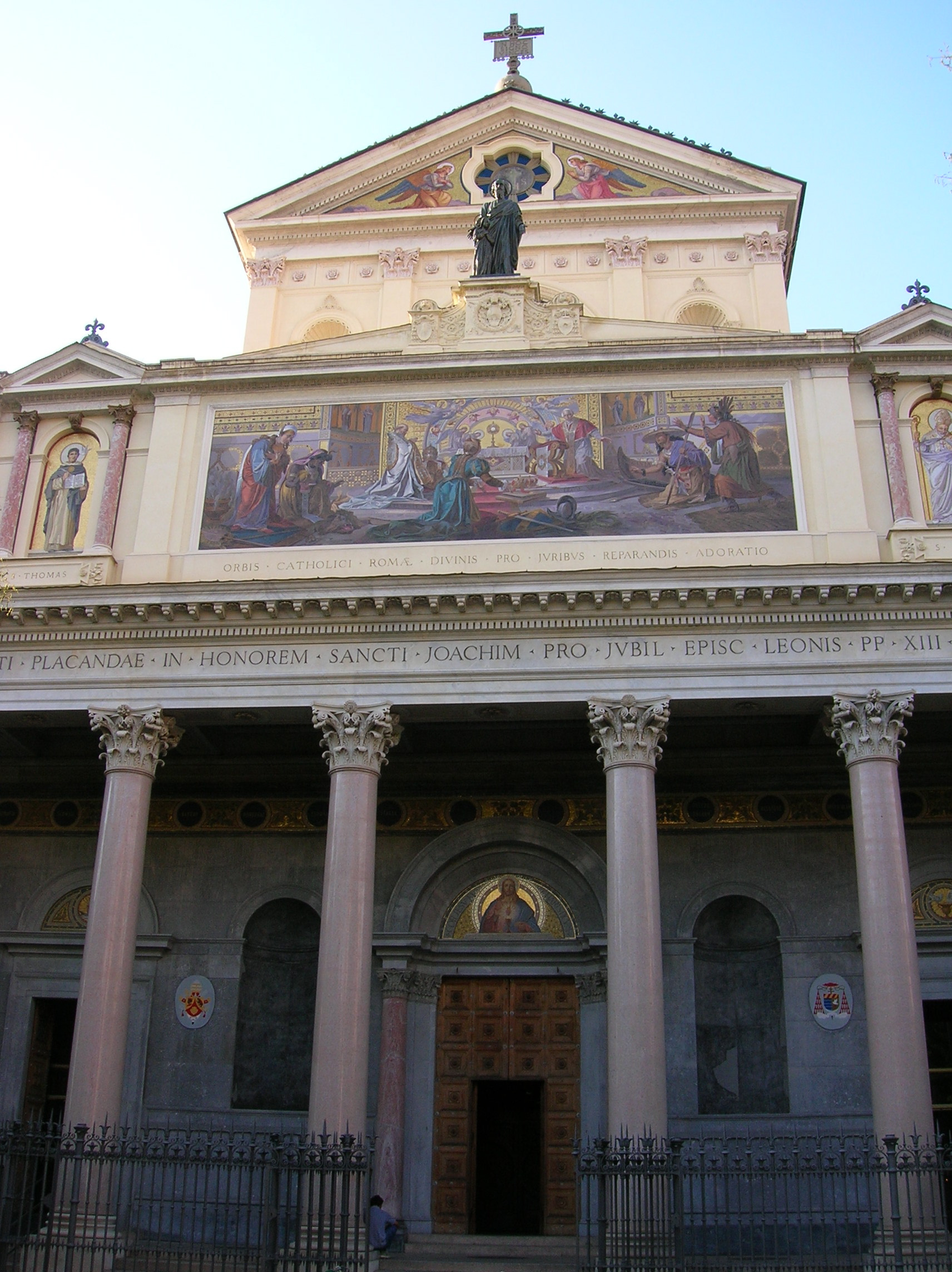
De San Gioacchino ai Prati di Castello, de titelkerk van kardinaal Alfrink

In 1957 werd hij benoemd tot eerste legerbisschop van het nieuw opgerichte Nederlands militair ordinariaat. Door paus Johannes XXIII werd hij tijdens het consistorie van 28 maart 1960 kardinaal-priester van de San Gioacchino ai Prati di Castello gecreëerd. Sommigen – onder wie zeker ook Alfrink zelf – hadden deze verheffing eerder verwacht, maar aannemelijk is dat paus Johannes XXIII zich in het begin van zijn pontificaat trachtte te houden aan de nog door paus Sixtus V gestelde norm die bepaalde dat het College van Kardinalen niet groter mocht zijn dan zeventig kardinalen. Pas in de loop van de tijd zou Johannes XXIII die norm ruim gaan overschrijden. Daarbij moet worden bedacht dat Utrecht in het geheel nog geen zekere kardinaalszetel was. Vóór Alfrink was enkel zijn directe voorganger, De Jong, kardinaal gecreëerd, en deze creatie werd gezien als een eerbetoon aan de man die zich gedurende de Duitse bezetting kranig had geweerd. In 1960 was een kardinaal nog een soort overgangsfiguur tussen de renaissancevorst of de zeventiende- en achttiende-eeuwse Principe, de Prins van de Kerk en het moderne lid van een veel talrijker internationaal pauselijk adviescollege, zoals zich het College van Kardinalen na het Tweede Vaticaans Concilie zou ontwikkelen. Alfrinks kardinaalscreatie – nog compleet met cappa magna en kardinaalshoed, die daags na het consistorie door een medewerker van het Apostolisch Paleis bij Alfrink op het Nederlands College werd bezorgd – betekende ook een grote gebeurtenis in Nederland. Toen hij eenmaal terug was op het aartsbisschoppelijk paleis aan de Maliebaan, kwamen tal van hoogwaardigheidsbekleders de kardinaal persoonlijk gelukwensen. Tijdens die receptie sprak de bisschop van Haarlem, Mgr. Huibers, Alfrink toe:

Wij staan als tussen twee werelden op de drempel van een nieuwe tijd. Er wordt verandering en vernieuwing gevraagd op alle gebied. Dat zal zeker niet gaan zonder strijd. De taak die U wacht zal niet gemakkelijker zijn, doch als er strijd gevoerd moet worden voor waarheid, liefde en recht, dan zult Gij U gesteund weten door de eerbiedige liefde en onverbreekbare trouw van geheel het gelovige volk

Tegen zijn medebisschoppen had Alfrink voor zijn vertrek naar Vaticaanstad gezegd: we zullen maar gewoon blijven doen, waarop de Bossche bisschop Wilhelmus Mutsaerts antwoordde: Aan ons zal het niet liggen.

### De doop van prinses Irene
In 1963 werd Alfrink, vermoedelijk door de Franse titulair-abt en vriend van de familie De Bourbon, dom Robert de Floris OSB, benaderd met de vraag zich in Rome met prinses Irene te verstaan over haar voorgenomen overgang naar de Rooms-Katholieke Kerk, dit in verband met haar voorgenomen huwelijk met Carlos Hugo van Bourbon-Parma. Nadat hij in Rome was aangekomen bleek er onduidelijkheid te bestaan over de wijze waarop prinses Irene in 1940 op Buckingham Palace was gedoopt. Volgens het katholieke sacrament van de doop, moest er echt sprake zijn van overgieten met wijwater, in plaats van – zoals de protestanten deden – het deppen met water. Een telefoontje naar Soestdijk had kunnen volstaan, maar Alfrink besloot tot herdoop sub conditione. Dat was een gebruikelijke vorm van herdopen die bij gemengde huwelijken wel plaatsvond. De gebruikte formulering luidde dan: indien Gij niet gedoopt zijt, zo doop ik U in de naam van etc. De herdoop vond plaats in de binnenkapel van de Sint-Paulus buiten de Muren en leidde tot grote beroering in zowel politiek Nederland als binnen de Nederlandse oecumenische beweging, waar het herdopen gezien werd als een regelrechte belediging. Later zou het huwelijk van Irene en Carlos Hugo niet worden ingezegend door de paus, zoals de Bourbons wilden, en evenmin door Alfrink, maar door de vroegere nuntius Paolo Giobbe. Volgens Ton van Schaik had Alfrink niet voorzien dat de herdoop tot grote narigheid zou leiden. Later heeft Alfrink gezegd dat als hij het allemaal geweten had hij het niet gedaan had. Hij heeft zijn excuus aangeboden. Hij stond onder de zware druk van de Bourbons, een oud-adellijke familie waar hij hoog tegen op keek. De gebeurtenissen leidden tot een, tot dan toe ongekende, ontmoeting tussen katholieken en de kerken van de Reformatie, waar men in een diepgaand oecumenisch gesprek over de doop en gemengde huwelijken kwam tot wederzijdse dooperkenning en gemeenschappelijke regels met betrekking tot kerkovergang.

### Het Tweede Vaticaans Concilie

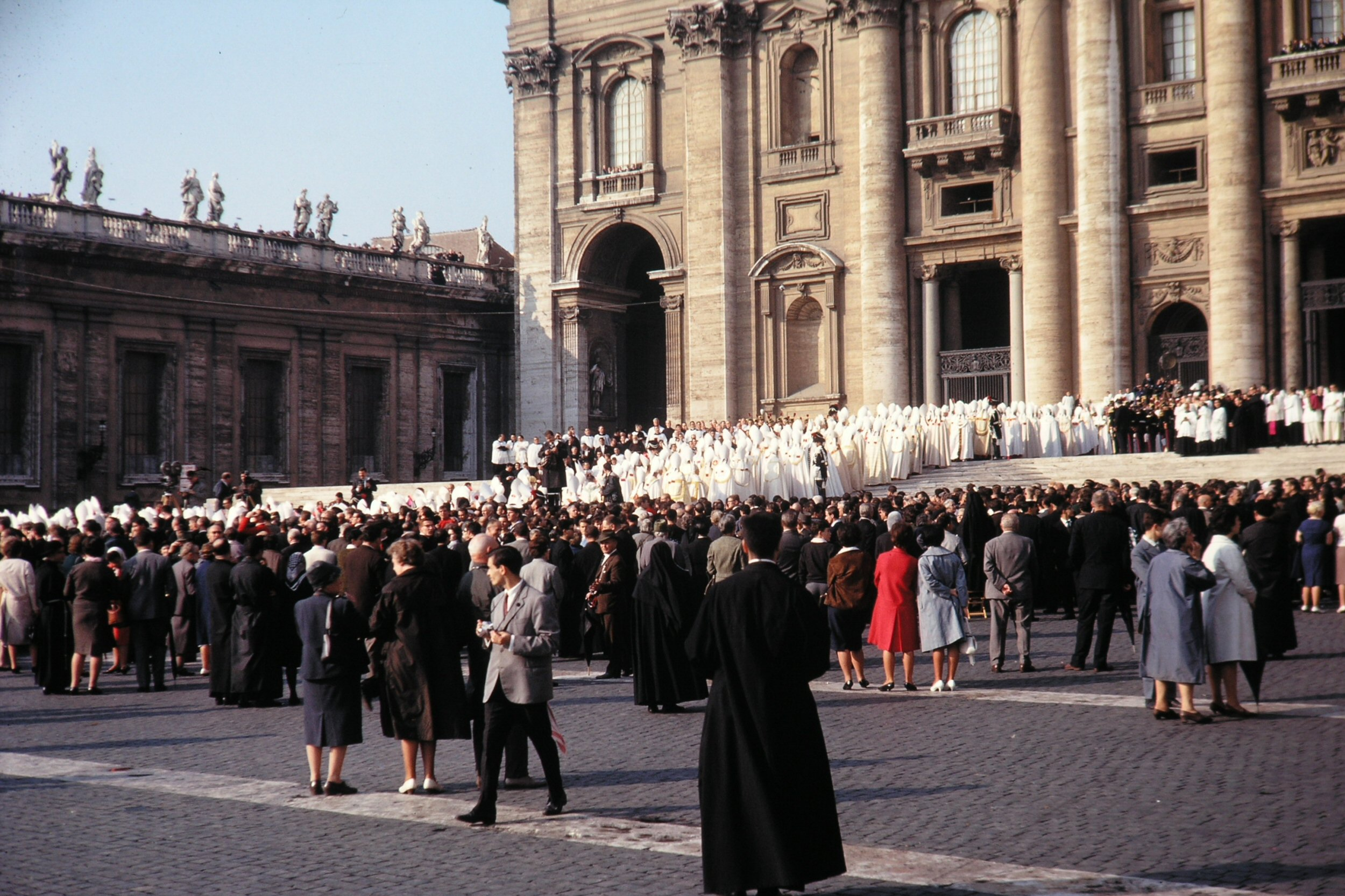
Opening van het Concilie

Alfrink kreeg een plaats in de commissie van voorbereiding voor het Tweede Vaticaans Concilie (1962–1965) en werd gekozen in het tienkoppige presidium, waarvan hij zowel in leeftijd als in anciënniteit het jongste lid was. De voorbereidingscommissie zette de lijnen uit voor het Concilie aan de hand van een nauwgezette bespreking van conceptteksten. Alfrink maakte daarbij gebruik van het doorwrochte theologisch voorwerk dat door de Utrechtse theologen Herman Fortmann en Frans Haarsma werd verricht. Voorafgaand aan het Concilie publiceerden de Nederlandse bisschoppen een herderlijk schrijven dat in een Italiaanse – door de Salesianen verzorgde en naar later bleek foutieve – vertaling de indruk wekte dat de Nederlandse bisschoppen de pauselijke onfeilbaarheid ter discussie wilden stellen. Deze brief was het begin van een zekere spanning tussen het Nederlands episcopaat en de Romeinse Curie, die zich tijdens – en na – het Concilie nog zou verdiepen. Voorafgaand aan het Concilie trok Alfrink het land door om overal te spreken over de naderende kerkvergadering. Ter voorbereiding op het Concilie werd in opdracht van het Nederlands episcopaat het Pastoraal Instituut van de Nederlandse Kerkprovincie (PINK) opgericht. Dit instituut, dat onder leiding stond van de franciscaan Walter Goddijn, zou uitgroeien tot de motor van de vernieuwingsbeweging in de Nederlandse kerkprovincie, tot het in 1972 werd opgeheven.
Tijdens dat Concilie zat Alfrink verscheidene sessies voor. Eén gebeurtenis tijdens Alfrinks voorzitterschap kreeg zowel in het buitenland als in Nederland bijzonder veel aandacht. Het betrof een aanvaring tussen Alfrink en kardinaal Ottaviani, de – oppermachtig geachte – secretaris van het Heilig Officie. Tijdens de eerste periode, tijdens de behandeling van het document over de liturgie, overschreed Ottaviani (1890–1979), die bezig was aan een pleidooi om de liturgie met de nodige omzichtigheid te behandelen, de voorgeschreven limiettijd van tien minuten. Toen kardinaal Alfrink hem hierop wees (Eminentia vestra habeat me excusatum, quindecim momenta praeterierunt – Pardon, eminentie, er zijn al vijftien minuten voorbij), zei Ottaviani Ego iam finivi, iam finivi, iam finivi (ik ben al klaar) en terwijl hij naar zijn plaats terugliep klonk er luid applaus in de Sint-Pieter (plausus in aula). De vernederde Ottaviani bleef een paar dagen weg van het Concilie, maar hervatte daarna onverstoorbaar zijn werk. Deze – ogenschijnlijk onbeduidende – anekdote betekende veel voor het verloop van het Concilie. Voor het eerst voelden de concilievaders dat zij een eigen macht vormden tegenover de Curie. Ook Alfrink heeft het voorval als zodanig geduid, zij het dat hij zich – later – ongelukkig toonde over de openlijke bijval van het Concilie bij zijn ingreep, die volgens hem niets met kerkpolitiek, maar vooral met de vergaderorde te maken had.
Alfrink zou zich overigens ontwikkelen tot een van de meest gezaghebbende concilievaders. Hij zou in totaal 23 keer interveniëren en zijn bijdragen werden – het meest nog die over de bisschoppelijke collegialiteit – door vriend en vijand gewaardeerd om hun helderheid en doorwrochte theologische onderbouwing. Bij veel van zijn interventies was de Nijmeegse dominicaan Edward Schillebeeckx zijn vaste adviseur. Alfrink was er vooral op uit om de bisschoppen een grotere invloed te geven op het bestuur van de wereldkerk. Uitdrukkelijk was het daarbij niet zijn bedoeling om het pauselijk primaat aan te tasten; hij wilde benadrukken dat de bisschoppen naast — en samen met — de paus een verantwoordelijkheid hadden. Daarbij richtte hij de aandacht ook en vooral op de rol van de Romeinse Curie, die in zijn ogen te veel functioneerde als de uitvoerende macht van de paus alleen. Naar Alfrinks opvatting zou na de paus eerst het College van Bisschoppen moeten komen, en daarna – als uitvoerende dienst van zowel de paus als de bisschoppen – de Curie. Deze opvatting werd gedeeld door veel Europese bisschoppen. Het instrument van de bisschoppensynode leek aanvankelijk bedoeld als een uitvloeisel van Alfrinks ideeën, maar al spoedig na het Concilie slaagde de Romeinse Curie erin de bisschoppensynode zijn bestuurlijke invloed te ontnemen.

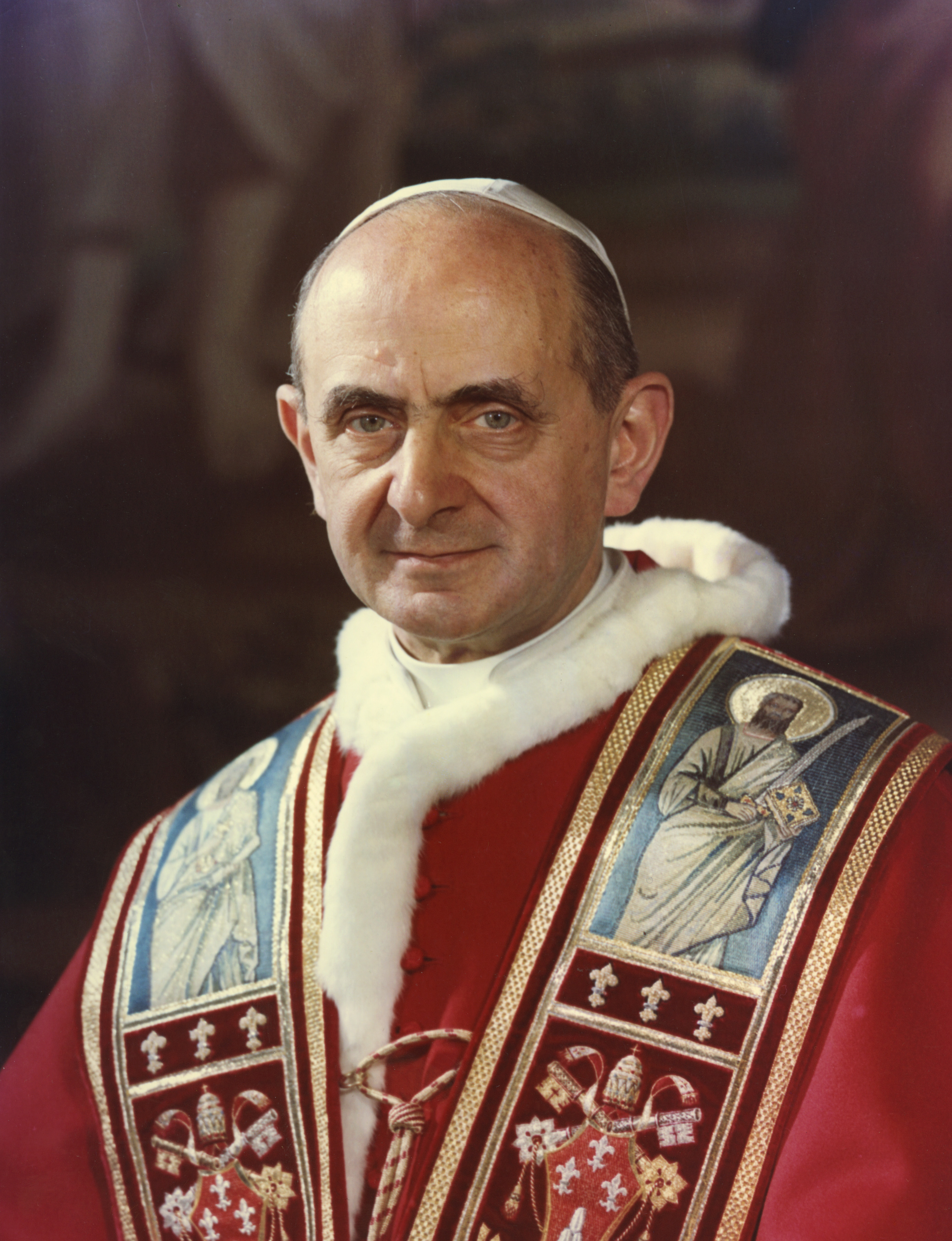
Paus Paulus VI (begin 1969)

Na de dood van paus Johannes nam Alfrink deel aan het conclaaf van 1963, dat leidde tot de verkiezing van Giovanni Battista Montini, die de naam Paulus VI aannam. Tijdens de eerste zitting van het Concilie had Alfrink nog enkele dagen bij Montini gelogeerd en in die tijd was een vriendschap tussen beiden ontstaan die pas later – onder invloed van de spanningen in de Nederlandse kerkprovincie – zou bekoelen. Volgens Van Schaik is het aannemelijk dat Alfrink tijdens het conclaaf op Montini heeft gestemd. In elk geval is, aldus van Schaik,

(...) duidelijk dat Alfrink meer verwantschap vertoonde met de gecompliceerde en filosofisch ingestelde intellectueel Montini, dan met de goede paus Johannes voor wie natuur en bovennatuur als vanzelf in elkaar overgingen en die met Gods engelen en heiligen omging alsof ze op de boerderijen van zijn geboortedorp woonden

Vanaf 1966 begonnen er evenwel spanningen te ontstaan in Alfrinks relatie met paus Paulus VI. In 1966 gaf hij het imprimatur aan de Nieuwe Katechismus, die later – op last van de paus – door een commissie van kardinalen werd bijgesteld. De eindredactie van deze Nederlandse 'Katechismus' was gevoerd door de jezuïet en kunstenaar Guus van Hemert (1927-2011). Bij diens uitvaart memoreerde zijn medebroeder Fried Pijnenborg Van Hemerts woorden: "Hadden wij er maar nooit het woord Katechismus op geplakt; dat had ons veel ellende bespaard.
In 1966 begon ook het Pastoraal Concilie dat – als experiment met kerkelijke democratie (hetgeen feitelijk een contradictio in terminis is) – door paus en Curie met argusogen werd gevolgd. Zowel de Katechismus als het Pastoraal Concilie kregen ook in de buitenlandse, en dan vooral de Italiaanse, pers veel aandacht, waarbij Alfrink als een van Rome losgezongen modernist te boek kwam te staan. In diezelfde periode presideerde hij het eerste symposium van de West-Europese bisschoppen (Noordwijkerhout, 1967). Dat symposium had als thema De praktische gezagsuitoefening van de bisschoppen en de inspraak van de leken. Alleen al dit thema – in Rome kon men zich bij inspraak weinig voorstellen – wekte argwaan bij de Romeinse Curie. Die argwaan werd versterkt door het gevoel dat hier, buiten Rome om, een soort pseudosynode van West-Europese bisschoppen werd georganiseerd. In zijn openingswoord stond Alfrink stil bij het Concilie. Hij betoogde dat Vaticanum II een einde had gemaakt aan de gewoonte om de lokale kerken louter te zien als een onderdeel van de wereldkerk. Door het Concilie was er, aldus Alfrink, een nieuwe – horizontale – saamhorigheid ontstaan tussen Rome en de lokale kerken, in plaats van de – verticale – gehoorzaamheid van daarvoor.

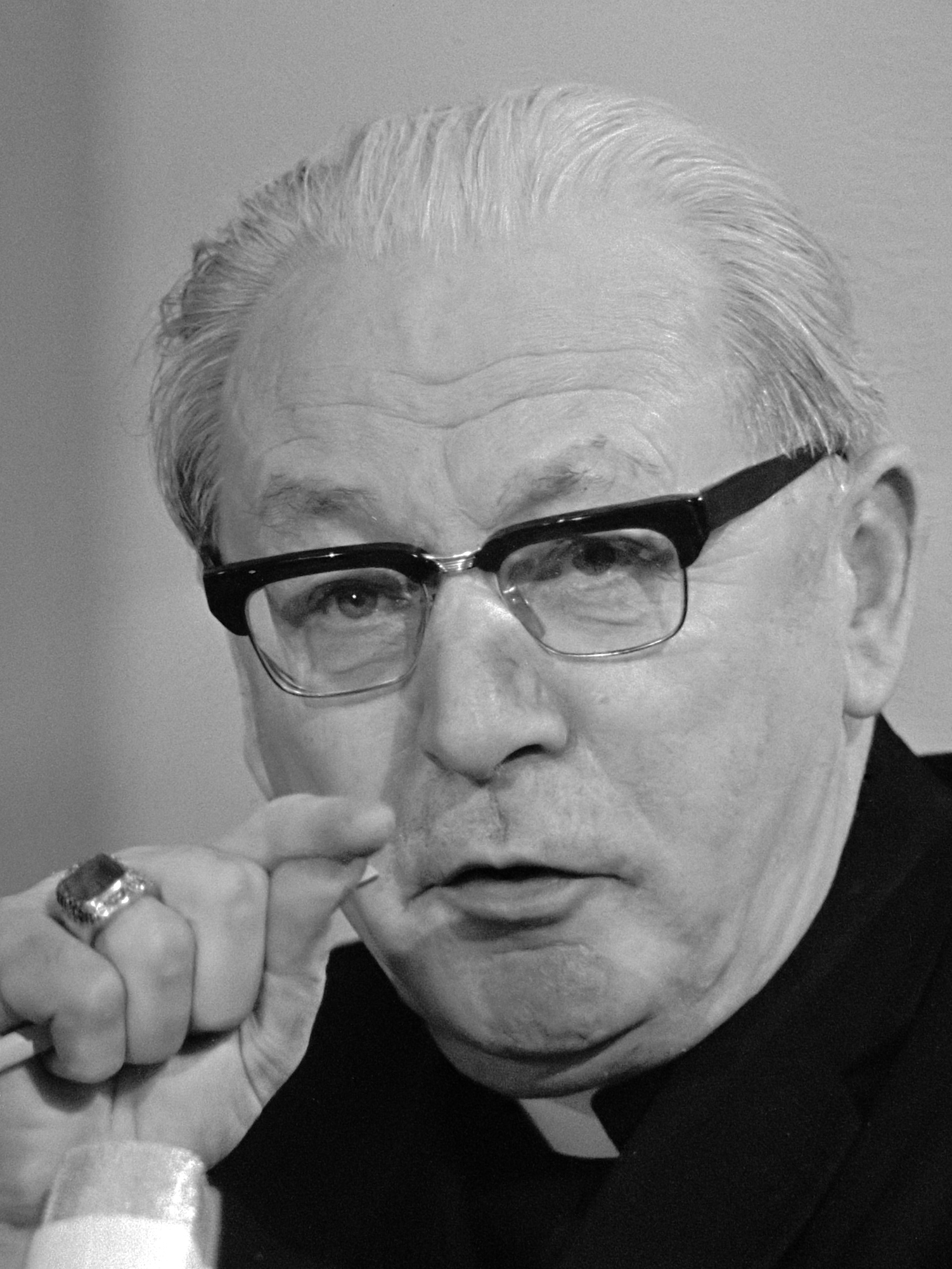
Alfrink in 1970

### Pax Christi
Van 1964 tot 1978 was hij de internationale voorzitter van Pax Christi en van 1952 tot 1976 voorzitter van Pax Christi Nederland. Als voorzitter van Pax Christi Nederland speelde Alfrink een belangrijke rol in de vorming van het Interkerkelijk Vredesberaad (IKV) in 1967. In 1968 baarde hij opzien door zich te keren tegen het voornemen van het kabinet-De Jong om de defensie-uitgaven met 225 miljoen te verhogen naar aanleiding van de inval van het Warschaupact in Tsjechoslowakije. Alfrink zelf lichtte deze stellingname toe op televisie en de regering reageerde geprikkeld. Vicevoorzitter Wim Schuijt, die namens de KVP zitting had in de Tweede Kamer, legde zijn bestuursfunctie neer. Het betekende het begin van een zekere spanning tussen de kardinaal en de KVP.
De Nederlandse afdeling van Pax Christi groeide in de tweede helft van de jaren 60 sterk. De organisatie ontwikkelde zich tot een vliegwiel van de vernieuwingsbeweging in de Kerk. Alfrink – hoewel in wezen eerder voorzichtig behoudend – kreeg door zijn voorzitterschap van Pax Christi een progressief imago. In 1966 publiceerde Pax Christi het beleidsdocument Met Pacem in Terris onderweg, waarin het concept van de vreedzame co-existentie een belangrijke rol speelde. Opsteller van het rapport was het katholieke PvdA-Kamerlid Geert Ruygers.
Overigens zou Alfrink zich later verzetten tegen de suggestie, die vooral in kringen van het Oud-Strijders Legioen populair was, dat Pax Christi feitelijk een soort cryptocommunistische organisatie was, of althans dan toch in elk geval door Moskou werd gesubsidieerd. In gesprek met Michel van der Plas nam hij opnieuw afstand van deze aantijging, toen hij het had over zijn bezoeken aan de Sovjet-Unie: Ieder betaalde de onkosten voor de ontvangst (...) de reiskosten werden door iedere club zelf gedragen. De laatste keer in Moskou heb ik mijn ticket uit mijn eigen zak betaald.
Alfrink kwam in de jaren 70 in conflict met de pater assumptionist Winand Kotte, toen deze de Sint-Willibrordusgemeenschap oprichtte en de neogotische Sint-Willibrorduskerk in Utrecht voor sloop behoedde. Kotte stichtte er de Sint-Willibrordus, die zich ten doel stelde de Kerk in Nederland te vrijwaren van modernistische invloeden, vooral waar het de liturgie betrof. In 1975 leidde dit conflict tot een uitspraak van de kerkelijke rechtbank van het aartsbisdom waarin het Kotte werd verboden de sacramenten te bedienen. Later werd Kotte door de Congregatie voor de Clerus op alle punten vrijgesproken. Niettemin zou dit conflict pas in 2008 met aartsbisschop Eijk bijgelegd worden.

### Crisis in de Nederlandse Kerkprovincie

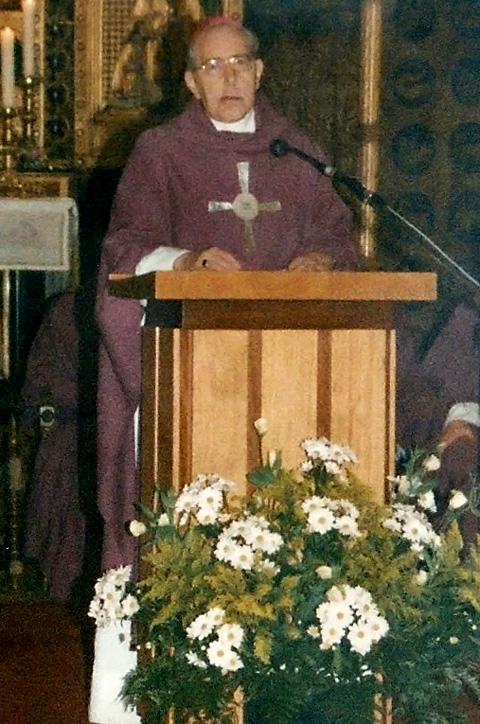
Mgr. Joannes Gijsen

Alfrink was aartsbisschop van het aartsbisdom Utrecht in een zeer onrustige tijd. Er was een crisis in de Katholieke Kerk, in het geloof en in de relatie met het Vaticaan. Het katholieke volksdeel werd steeds kleiner. Alfrink was een traditioneel ingestelde katholiek. Als aartsbisschop trachtte hij – naar later bleek tevergeefs – de uitersten binnen de Nederlandse kerkprovincie te verzoenen. Hij was aangeraakt door de geest van het Tweede Vaticaans Concilie en meende dat het zijn taak was de besluiten van het Concilie op een eigentijdse manier om te zetten in beleid voor de Nederlandse kerkprovincie. Alfrink wenste wel een open oog en oor te houden voor de noden van zijn geloofsgemeenschap, die er in die tijd onder meer in bestonden dat het aantal priesterroepingen sterk afnam, terwijl tegelijkertijd een groeiend aantal priesters uittrad om te gaan trouwen. Alfrinks imago van progressieve kerkvorst had hij overwegend te danken aan zijn optreden tijdens het Tweede Vaticaans Concilie, waar hij een van de voornaamste woordvoerders was op het punt van de bisschoppelijke collegialiteit. Ingrijpen tegen in zijn ogen al te progressief optredende gelovigen deed hij niet vaak, maar wel toen pastores van de Utrechtse studentenparochie celebreerden in een oecumenische tafelviering, waarbij het eucharistisch gebed werd uitgesproken, en alle aanwezigen werden uitgenodigd deel te nemen aan de Heilige Communie. Na de derde zitting van het Pastoraal Concilie in Noordwijkerhout, zei Alfrink over zijn positie:

(...) ik moet nu eenmaal katholiek Nederland op velerlei manieren vertegenwoordigen. We weten allen, dat dat niet altijd even gemakkelijk is. Ik hoop alleen, dat onze katholieke gemeenschap altijd begrijpt, dat zij in mijn hart ligt en ik tracht die opdracht en die taak die ik nu eenmaal heb zo goed mogelijk te vervullen.

De aanvaarding van het 'ambtsrapport', waarin de ontkoppeling van priesterschap en celibaat werd bepleit, in januari 1970, tijdens de vijfde zitting van het in 1968 begonnen Concilie van Noordwijkerhout, betekende voor Alfrink persoonlijk en voor de kerkprovincie echter een keerpunt. De Nederlandse kerkprovincie dolf het onderspit tegen Rome, waar Alfrink tweemaal moest verschijnen om uitleg te geven en nadere instructie te ontvangen. In Rome werd de periode na het Concilie gekenmerkt door het streven van de Romeinse Curie om haar greep op de wereldkerk te verstevigen, een streven dat vooral was ingegeven door het ogenschijnlijke verlies aan invloed dat Vaticanum II voor de Curie had opgeleverd. De kardinaal verloor, na de vijfde zitting van het Pastoraal Concilie, in Rome zijn al fors verminderde krediet, terwijl hij tegelijkertijd in Nederland aan krediet won. De spanningen binnen de kerkprovincie namen vervolgens zeer toe, mede door benoemingen van enkele Romegetrouwe bisschoppen onder wie Adrianus Simonis (Rotterdam) in 1970, Joannes Gijsen (Roermond) in 1972, Henny Bomers en (in mindere mate) Joseph Lescrauwaet (beiden in Haarlem) in 1983 en Johannes ter Schure ('s-Hertogenbosch) in 1984.
De benoeming van kapelaan Simonis op 30 december 1970 sloeg in Rotterdam, en overigens niet alleen daar, in als een bom. Aan die benoeming was een ingewikkelde inspraak voorafgegaan, waarbij drie kandidaten werden voorgedragen. Dezen zouden evenwel geen van allen worden benoemd. Alfrink was aangeslagen en teleurgesteld. Simonis had zich meer dan eens kritisch over de Nederlandse bisschoppenconferentie uitgelaten. Hij was – overigens op uitnodiging van diezelfde Conferentie – tijdens het Pastoraal Concilie de spreekbuis geweest van conservatief katholiek Nederland. Zijn benoeming op de zetel van Rotterdam leidde tot een verharding in de Nederlandse verhoudingen. Tijdens de homilie bij de wijding van Simonis zei Alfrink, sprekend over de toegenomen polarisatie en de verharding van standpunten die het gevolg waren van de benoeming:

Dat alles heeft veel schade gedaan aan de kerk en het heeft vertrouwen in de kerkelijke autoriteiten ondermijnd. En het meest spijtige daarbij is wellicht dat het vermeden had kunnen worden, wanneer men andere wegen was gegaan. Een herhaling van deze situatie moet tot alle prijs worden vermeden. Ik denk dat iedereen aan wie de toekomst van de Nederlandse kerk ter harte gaat, dit zal betreuren en zal verstaan hoezeer de opdracht van het episcopaat om ten opzichte van al hun gelovigen hun herdersambt waar te maken, daardoor is verzwaard.

Alfrink heeft erg onder de polarisatie geleden en trachtte de verschillende vleugels te verzoenen, maar effectieve verzoening bleef uit. Eenzaamheid en een zeker isolement is wellicht verbonden met deze functie, zei hij eens. Vicaris pater dr. H.M. van Munster, O.F.M., zijn rechterhand, zei ooit, toen Alfrink nog leefde: Over de kardinaal valt veel goeds te vertellen, maar aardig is hij niet. Kardinaal Simonis is aardig. Alfrink was een man die voor zover bekend – als aartsbisschop – door niemand werd getutoyeerd, ook niet privé door collega-bisschoppen.

## Onderscheiding
Kort voor Alfrinks emeritaat, namelijk in 1974, bij zijn 50-jarig priesterjubileum, kreeg hij de versierselen uitgereikt van Ridder Grootkruis in de Orde van de Nederlandse Leeuw. Alfrink kreeg op deze wijze dezelfde eer als was toegevallen aan zijn voorganger, kardinaal De Jong, omwille van diens onverzettelijke houding tegenover de Duitsers. Alfrinks opvolgers – Johannes Willebrands en Adrianus Simonis – kregen de onderscheiding Ridder Grootkruis in de Orde van Oranje-Nassau. Dit grootkruis had Alfrink al in 1963 ontvangen. 

## Emeritaat

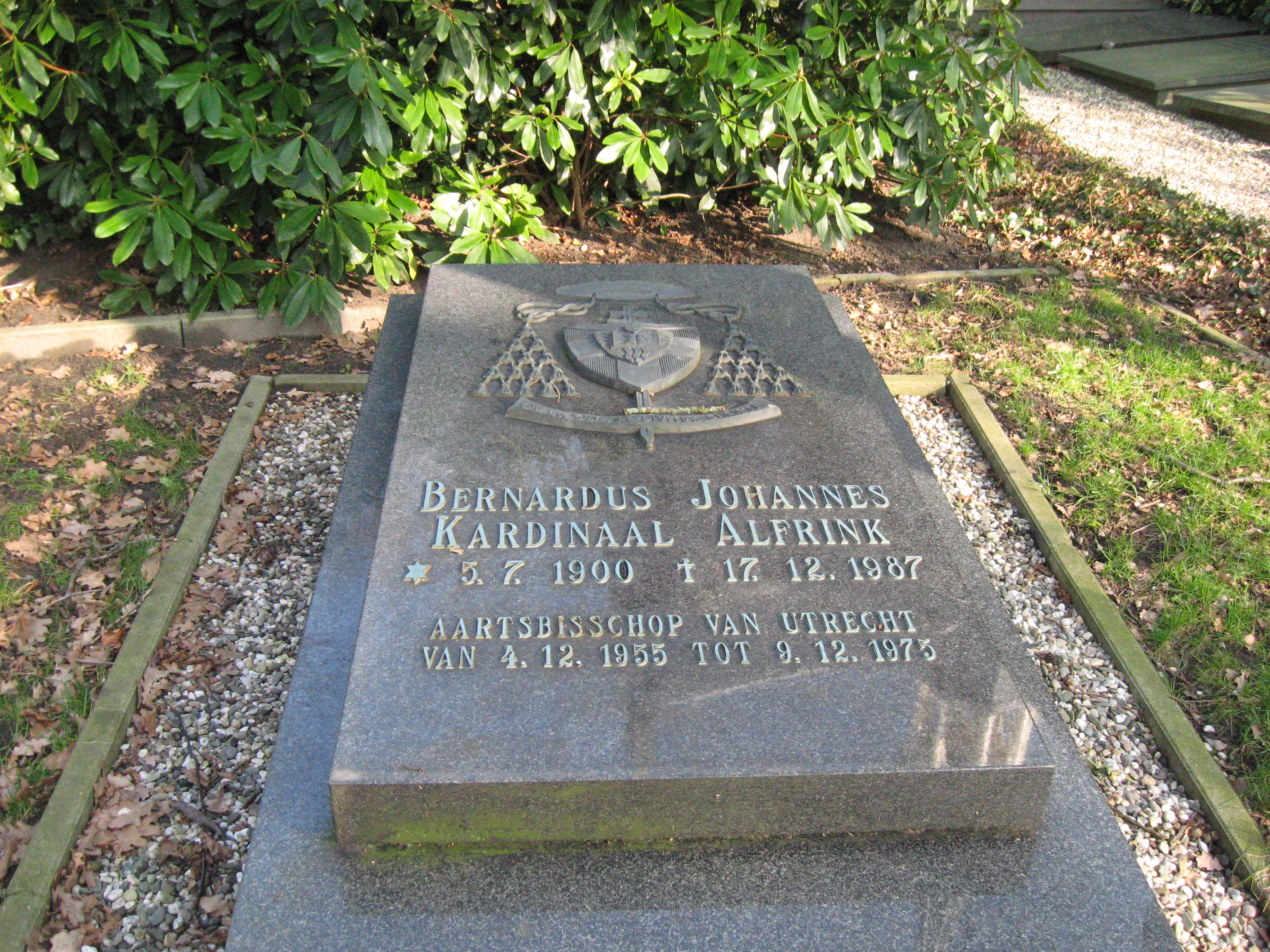
Het graf van kardinaal Alfrink

Op 5 juli 1975 bood Alfrink – zoals voorzien is in het kerkelijk wetboek – zijn ontslag aan, dat tot zijn teleurstelling per kerende post door paus Paulus VI geaccepteerd werd. Alfrink raakte door deze onverwacht snelle aanvaarding van zijn ontslag uit evenwicht. Hij voelde zich gekwetst, werd ziek en was anderhalve maand niet tot werken in staat. Als zijn opvolger werd kardinaal Willebrands (1909–2006) benoemd, die zijn taak als president van de Pauselijke Raad ter Bevordering van de Eenheid van de Christenen in Rome niet wilde opgeven en Utrecht 'erbij' deed. Deze situatie duurde zeven jaar, waarna Willebrands terugkeerde naar Rome. Pas in 1982 lukte het Willebrands om twee hulpbisschoppen, dr. Johannes Antonius de Kok, O.F.M. en drs. Johannes Bernardus Niënhaus, naast zich te krijgen. Kardinaal Alfrink nam, samen met kardinaal Willebrands, deel aan het conclaaf van augustus 1978, en toonde zich na afloop tevreden met de verkiezing van Albino Luciani tot paus Johannes Paulus I. Na diens plotselinge overlijden nam Alfrink ook deel aan het oktoberconclaaf van dat jaar. Uit de verkiezing van Karol Józef Wojtyła, die de naam Johannes Paulus II aannam, meende hij te kunnen opmaken dat de kardinalen graag een geestverwant van Luciani als nieuw hoofd van de moederkerk zagen aantreden.
Alfrink bleef als emeritus de ontwikkelingen in de Nederlandse kerkprovincie op de voet volgen, hoewel hij zich er nooit in het openbaar over uitliet. Hij zag de Bijzondere Bisschoppensynode van de Nederlandse bisschoppen, in Rome, als een kans om de eenheid in de kerkprovincie te herstellen. In die optimistische zin schreef hij paus Johannes Paulus II een brief waarin hij stelde dat Nederland louter orthodoxe bisschoppen kende. Hij hield zich de laatste jaren van zijn leven bezig met de geschiedenis van zijn geboortestad Nijkerk en met de genealogie van de familie Alfrink.
Alfrink woonde de laatste jaren van zijn leven – met zijn huishoudster Dora – in een bungalow op Dijnselburg bij Huis ter Heide, die – naar zijn bewoners – door de kardinaal wel Dora et Labora werd genoemd. De bungalow was speciaal voor de kardinaal ontworpen.

### Pausbezoek aan Nederland in mei 1985
Hij verscheen weer op televisie toen paus Johannes Paulus II op 12 mei 1985 de kardinaal ontmoette tijdens zijn bezoek aan Nederland.
Alfrink had aangegeven bij de ontmoeting van de paus met maatschappelijke groeperingen in de Jaarbeurs aanwezig te willen zijn. De organisatie wilde Alfrink bewust uit het programma van deze bijeenkomst houden omdat zij vreesden dat Alfrink hier meer applaus zou krijgen dan de paus. Daarom was de ontmoeting zonder publiek tijdens een lunch.
Op maandag 13 mei 1985 heeft de paus het programma van zijn bezoek aan Nederland onderbroken en een kort bezoek gebracht aan Alfrink in zijn huis op Dijnselburg.
Alfrink meende dat de paus met zijn bezoek wilde laten weten:
(...) dat wat in Nederland gebeurd is, hier en daar zijn bezwaren wel zal hebben, maar dat die niet van dien aard zijn dat alles moet worden afgewezen wat gebeurd is.
Op 13 december 1985 was Alfrink aanwezig bij het afscheidscollege van hoogleraar en godsdienstsocioloog Walter Goddijn op de toenmalige Katholieke Hogeschool in Tilburg.
In 1986 werd aan Alfrink de Four Freedoms Award, voor godsdienstvrijheid, toegekend. Omdat hij zelf niet aanwezig kon zijn, nam mgr. Ernst, de bisschop van Breda, de onderscheiding in ontvangst, uit handen van minister-president Ruud Lubbers. Toen Ernst de prijs aan Alfrink kwam overhandigen, sprak deze voor het laatst in het openbaar. Hij ging in op de verdiensten van het Vaticaans Concilie en dan met name op het conciliedocument Dignitatis humanae, waarmee de Kerk zijns inziens liet zien dat niet de waarheid, maar de waardigheid van mensen centraal diende te staan.

### Ziekte en overlijden
Eind 1987 werd Alfrink na een hersenbloeding opgenomen in het Sint Antonius Ziekenhuis in Nieuwegein. Hier verbleef hij, sterk verzwakt, nog enkele weken tot aan zijn overlijden. In het ziekenhuis werd hij – volgens Van Schaik ongetwijfeld tot zijn geringe genoegen – door de verpleging aangesproken als meneer Alfrink. Veelzeggend voor hoe de nationale figuur van weleer bij sommigen in de vergetelheid was geraakt, was een verbaasde vraag van een van de verpleegsters toen Alfrink niet met bed en al naar de aula, waar de mis zou worden gelezen, gereden wilde worden: Maar U bent toch ook katholiek, meneer Alfrink? 
Kardinaal Alfrink overleed een week vóór kerstavond.
Tussen zijn voorganger Alfrink en Simonis heeft het bepaald niet altijd geboterd, maar er was sprake van waardering over en weer. Simonis leidde de uitvaartplechtigheden van Alfrink. Bernard Möller, de bisschop van Groningen, sprak de homilie uit tijdens de requiemmis in de kathedraal van Utrecht. Alfrink werd op begraafplaats St. Barbara, in Utrecht, te ruste gelegd, waar hij begraven ligt naast zijn voorganger, kardinaal De Jong.

## Alfrink en seksueel misbruik in de kerk
In september 2018 berichtte NRC Handelsblad dat Alfrink kennis had gehad van vier gevallen van seksueel misbruik, waarna hij de betrokken geestelijken overplaatste naar andere parochies, waar zij zich opnieuw schuldig zouden hebben gemaakt aan dezelfde misdaad.

## Eerbewijzen

### Onderscheidingen
- Ridder Grootkruis Orde van Oranje-Nassau (1963)
- Ridder Grootkruis Orde van de Nederlandse Leeuw (1974)
- Erebaljuw Grootkruis Souvereine Militaire Hospitaal Orde van Sint Jan van Jeruzalem, van Rhodos en van Malta
- Ridder Grootkruis Orde van het Heilig Graf van Jeruzalem
- Grootofficier Orde van de Eikenkroon (Luxemburg)
- Grootprior van de Nederlandse Commanderije van het Heilig Graf van Jeruzalem

### Eredoctoraten

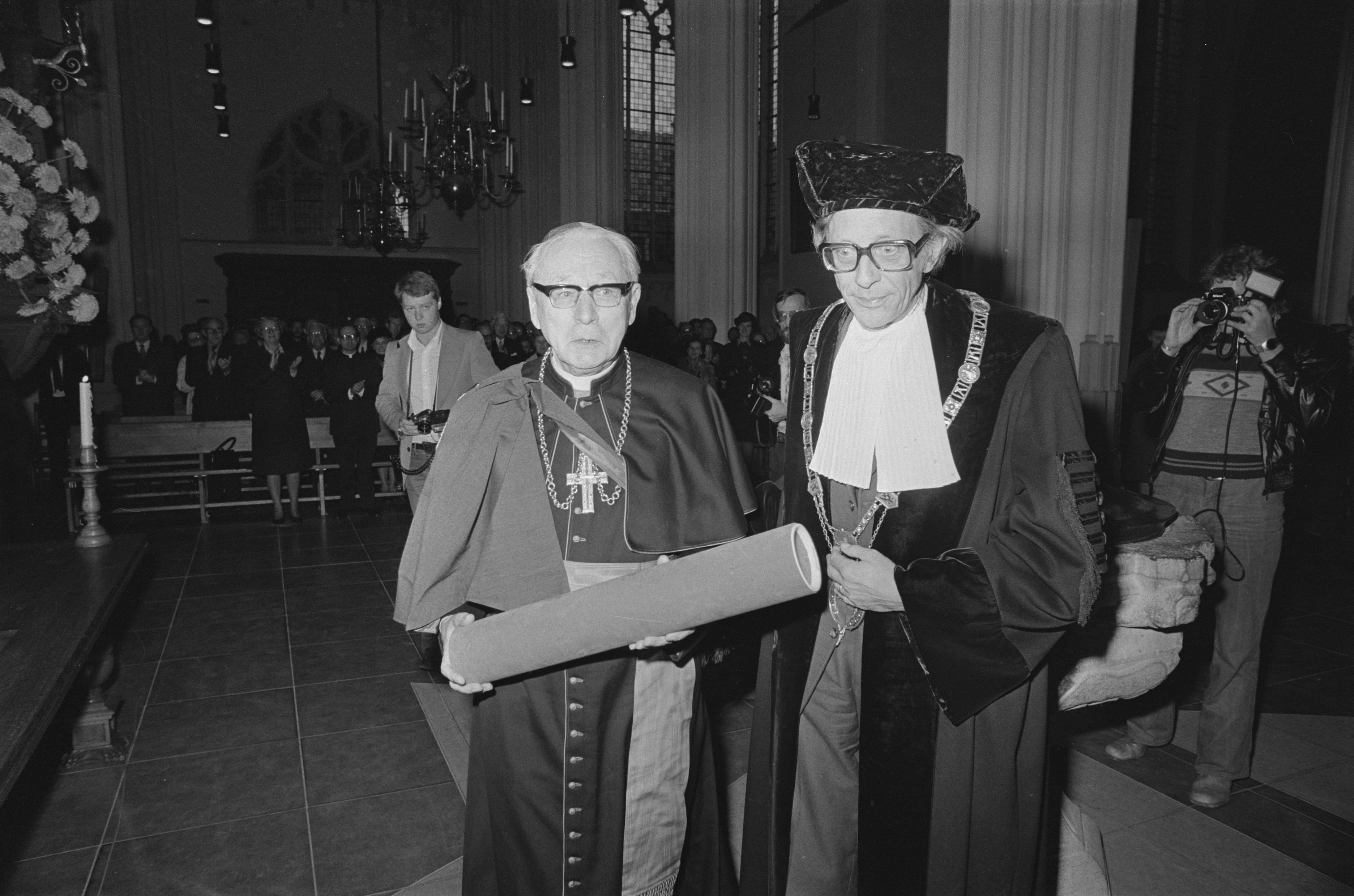
Eredoctoraat Nijmegen (1976)

- S. theol, Katholieke Universiteit Leuven (1961);
- Iur., Universiteit van Notre Dame, Indiana, Verenigde Staten (1965);
- Onderwijskunde, Villanova Universiteit, Pennsylvania, Verenigde Staten (1973);
- S. theol., Yale-universiteit (1976);
- S. theol., Katholieke Universiteit Nijmegen (1976).[51]

### Overig
- Ereburger van Nijkerk (1963)
- Erepresident van Pax Christi Internationaal (1978)
- Four Freedoms Award (Freedom of Worship) voor de vrijheid van godsdienst (1986)

### Beknopte bibliografie van de werken van Bernardus Alfrink
- (de) Israelitische und Babylonische Jenseitsvorstellungen. Dissertation bei der Päpstlichen Bibelkommission zur Erlangung der Doktorwürde eingereicht von Bernhard Alfrink, Priester der Erzdiözese Utrecht (Rome, 1930)
- Het Boek Prediker (Brugge, 1932)
- Het boek Ecclesiasticus (Brugge, 1934)[52]
- Epistels en evangeliën volgens het Romeinsch missaal (met G. Hartmann en P. van Grinsven, Hilversum, 1938)
- Het Passieverhaal der vier Evangelisten (Nijmegen, 1946)
- Over "typologische« exegese" van het Oude Testament (oratie, Nijmegen, 1945)
- Josue, uit de grondtekst vertaald en uitgelegd (Roermond, 1952)
- Vragen aan de Kerk: toespraken van kardinaal Alfrink in de jaren van het concilie, met een inleiding van Edward Schillebeeckx (Utrecht/Baarn, 1967)
- Vrede is meer ... – kardinaal Alfrink over oorlog en vrede Pax Christi, 1973
- Leven in de Kerk. Michel van der Plas in gesprek met Kardinaal Alfrink (Utrecht/Baarn, 1984), ISBN 9026306547

### Over Alfrink
- J.A. Bornewasser et al. Alfrink en de Kerk. Historische en theologische essays, aangeboden aan kardinaal Alfrink bij zijn zilveren bisschopsjubileum, Ambo, Baarn, 1976, ISBN 9026303599
- Walter Goddijn, "Paul VI et le Cardinal Alfrink", in: Paola VI e la collegialità episcopale Uitgegeven door Instituto Paola VI, (15) Brescia, 1995, blz. 248–251
- Walter Goddijn, Rode oktober. Honderd dagen Alfrink. Een bijdrage tot de empirische ecclesiologie, Ambo, Baarn, 1983
- Walter Goddijn en G. Knuvelder, red., Hervorming zonder schisma: historisch-sociologische studies over de kerk van Alfrink bij gelegenheid van zijn tachtigste verjaardag Hilversum, 1980
- (fr)  Jan Grootaers, "Une restauration de la théologie de l'episcopat: contributions de Cardinal Alfrink à la préparation de Vatican II", in: (de)  Elmer Klinger en Klaus Wittstadt, red., Glaube im Prozeß. Christsein nach dem II. Vatikanum. Für Karl Rahner. Freiburg/Bazel/Wenen, 1984.
- J.Y.H.A. Jacobs, "Bernardus Johannes kardinaal Alfrink (1900–1987), gezaghebbend vanaf leerstoel en bisschopszetel", Trajecta 3 (1994), blz. 155–170
- J.B.W.M. Möller, "Jaargetijde kardinaal Alfrink. Homilie tijdens de Eucharistieviering", Analecta Aartsbisdom Utrecht 62 (1989), blz. 1–3
- Ton Oostveen, Bernard Alfrink, Katholiek Den Bosch, 1972, ISBN 9020853821
- Fabrizio de Santis, Alfrink. Il Cardinale d'Olanda Milaan, 1969
- Ton H.M. van Schaik, Alfrink: een biografie, Anthos, Amsterdam, 1997, ISBN 9789041401175
- E. Schoenmakers s.j., "Kardinaal Alfrink in de crisis der Nederlandse kerk" De Heraut 95 (1994), blz. 209–215
- M.G. Spiertz, "De aartsbisschop-coadjutor B.J. Alfrink voor een dilemma. Het moeizame ontstaan van het Mandement van 1954", Trajecta 5 (1996), blz. 243–274
- Pieter van der Ven, "Doodzonde van bisschop Alfrink Ao 1951" in Hoog feest voor Paars- Bisschopsmotto's en andere vergeten groenten à la Romana, Den Haag, 2016, blz. 96-105, ISBN 9789087596002
- Wim Zaal, "Die van Nijkerk" in: Nederlandse sekten en messianen Amsterdam, 1972